# Knardrup Kloster
Knardrup Kloster eller  Monasterium regalis curie in Knarrethorp   var et kloster under cistercienserordenen, der lå lidt syd for Ganløse i Ganløse Sogn, syd for  en lille sø kaldet Kirkesøen vest for landevejen fra Ganløse til Knardrup  den nuværende Egedal Kommune, nordvest for København. 
Den oprindelige herregård hørte under en gren  af Hvideslægten, men blev i de urolige tider efter mordet på Erik Klipping overtaget af kongen og var derefter kongsgård. Den blev   skænket til cistercienserne af Christoffer 2. sammen med en del jordegods.   Klosteret blev stiftet i 1320-erne og er et af de yngste cistercienserklostre i Danmark.  Det var et datterkloster af Sorø Kloster, hvorfra der kom  40 munke. Klosteret havde et uroligt liv og var udsat for flere plyndringer. Det blev  betænkt i  flere  testamenter, således 1398, 1503 og 1529 og havde gods i  Ølstykke-
Sokkelund- og Slagelse Herred.
Efter  reformationen blev klosteret i 1539 overdraget til Københavns Universitet af  Christian 3. ved et gavebrev. I 1561 blev det mageskiftet til kong Frederik 2., men bygningerne forfaldt, og materialerne blev brugt i andre sammenhænge, formentlig for en del til Frederiksborg Slot.
Der blev ved udgravninger i 1936 og 1940 ved den nuværende gård udgravet rester af  Hvideslægtens gamle herregård og  et klosteranlæg med en kirke på  31 x 10 meter.

## Eksterne kilder og henvisninger
- H. N. Garner: Atlas over danske klostre, 1968
- Om Knardrup Kloster på jmarcussen.dk
- Arkivregistreringer (Webside ikke længere tilgængelig)

|  | Denne artikel om en bygning eller et bygningsværk kan blive bedre, hvis der indsættes et (bedre) billede. Du kan hjælpe ved at afsøge Wikimedia Commons for et passende billede eller lægge et op på Wikimedia Commons med en af de tilladte licenser og indsætte det i artiklen. |

55°46′35″N 12°17′11″Ø / 55.77639°N 12.28639°Ø